# Cantonul Saint-Mihiel
Cantonul Saint-Mihiel este un canton din arondismentul Commercy, departamentul Meuse, regiunea Lorena, Franța.

## Comune
- Apremont-la-Forêt
- Beney-en-Woëvre
- Bislée
- Bouconville-sur-Madt
- Broussey-Raulecourt
- Buxières-sous-les-Côtes
- Chaillon
- Chauvoncourt
- Dompierre-aux-Bois
- Han-sur-Meuse
- Heudicourt-sous-les-Côtes
- Jonville-en-Woëvre
- Lachaussée
- Lacroix-sur-Meuse
- Lahayville
- Lamorville
- Loupmont
- Maizey
- Montsec
- Nonsard-Lamarche
- Les Paroches
- Rambucourt
- Ranzières
- Richecourt
- Rouvrois-sur-Meuse
- Saint-Maurice-sous-les-Côtes
- Saint-Mihiel
- Seuzey
- Troyon
- Valbois
- Varnéville
- Vaux-lès-Palameix
- Vigneulles-lès-Hattonchâtel
- Xivray-et-Marvoisin